# Volby do Poslanecké sněmovny Parlamentu České republiky 1998
Volby do Poslanecké sněmovny Parlamentu České republiky 1998 se uskutečnily v pátek 19. června od 14:00 do 22:00 a sobotu 20. června od 8:00 do 14:00. O 200 míst v Poslanecké sněmovně se ucházelo 18 stran a hnutí. Šlo o předčasné volby, protože předchozí se konaly jen o dva roky dříve. Čtyřleté volební období Poslanecké sněmovny ale bylo zkráceno zvláštním ústavním zákonem č. 69/1998 Sb.
Hlasování se zúčastnilo 74,03 % oprávněných voličů, z nichž 99,58 % (5 969 505) hlasovalo platně. Ve volbách zvítězila ČSSD následovaná ODS, s výrazným odstupem pak následovala KSČM, KDU-ČSL a Unie svobody. Po neúspěchu jednání o vzniku možné koaliční vlády, tak nakonec menšinovou vládu vytvořila na základě takzvané Opoziční smlouvy ČSSD za podpory ODS.

## Výsledky

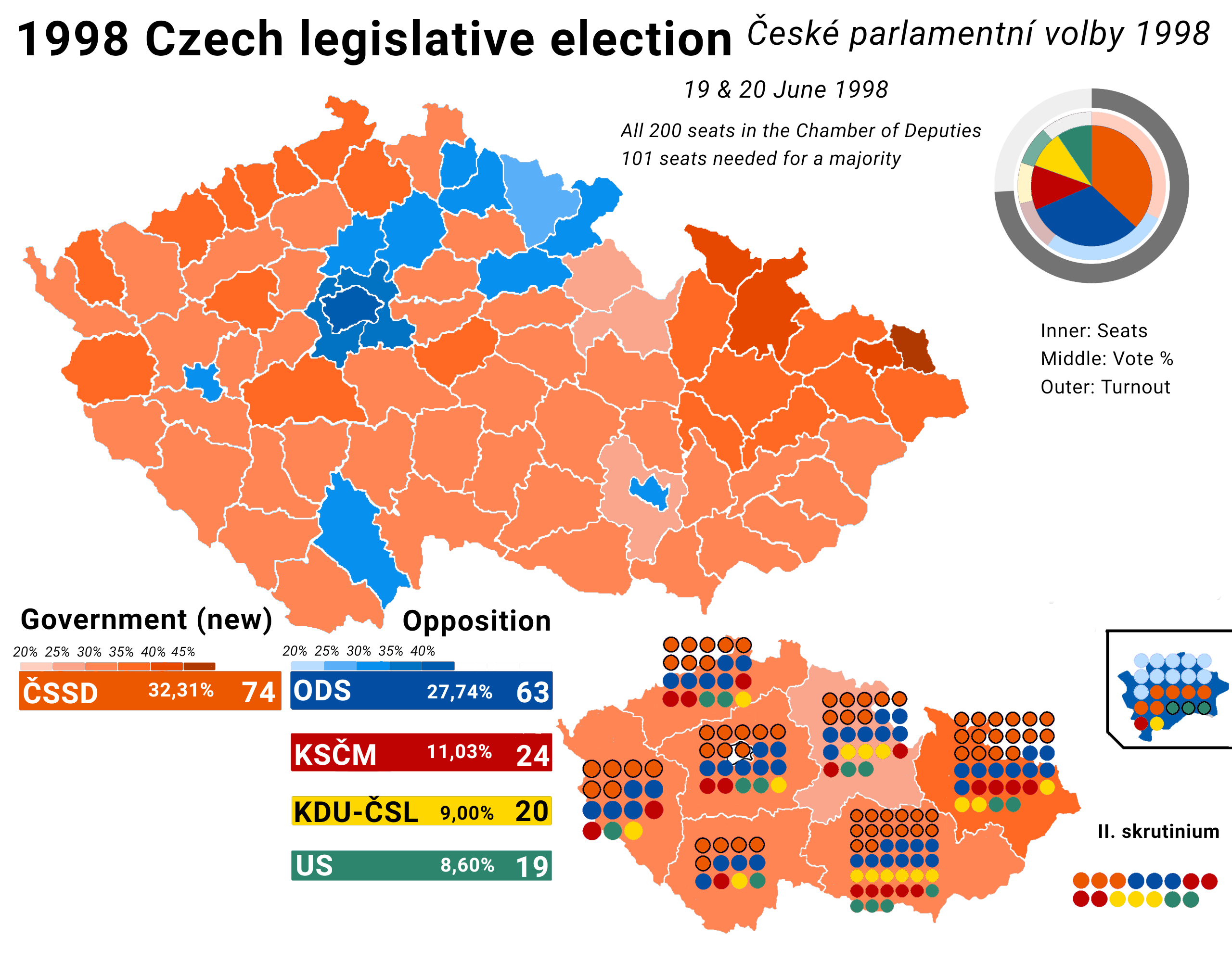
Podrobné výsledky voleb
ČSSD
ODS

|                        | ČSSD         | ODS          | KSČM                | KDU-ČSL     | US          |
| ---------------------- | ------------ | ------------ | ------------------- | ----------- | ----------- |
| Volební lídr           | Miloš Zeman  | Václav Klaus | Miroslav Grebeníček | Josef Lux   | Jan Ruml    |
| Hlasů                  | 1 928 660    | 1 656 011    | 658 550             | 537 013     | 513 596     |
| Procent                | 32,31 % ▲    | 27,74 % ▼    | 11,03 % ▲           | 9,00 % ▲    | 8,60 % ▬    |
| Mandátů                | 74           | 63           | 24                  | 20          | 19          |
| Předchozí volby (1996) | 26,44 % (61) | 29,62 % (68) | 10,33 % (22)        | 8,08 % (18) | nová strana |

### Celkové výsledky
|         |                                                               |           |       |         |         |   |
| Subjekt | Subjekt                                                       | Hlasy     | Hlasy | Mandáty | Mandáty |   |
| Subjekt | Subjekt                                                       | Počet     | %     | Počet   | ±       |   |
|         | Česká strana sociálně demokratická                            | 1 928 660 | 32,31 | 74      | +13     |   |
|         | Občanská demokratická strana                                  | 1 656 011 | 27,74 | 63      | -5      |   |
|         | Komunistická strana Čech a Moravy                             | 658 550   | 11,03 | 24      | +2      |   |
|         | Křesťanská a demokratická unie – Československá strana lidová | 537 013   | 9,00  | 20      | +2      |   |
|         | Unie svobody                                                  | 513 596   | 8,60  | 19      | +19     |   |
|         | Sdružení pro republiku – Republikánská strana Československa  | 232 965   | 3,90  | 0       | -18     |   |
|         | Důchodci za životní jistoty                                   | 182 900   | 3,06  | 0       | -       |   |
|         | Demokratická unie                                             | 86 431    | 1,45  | 0       | -       |   |
|         | Strana zelených                                               | 67 143    | 1,12  | 0       | -       |   |
|         | Nezávislí                                                     | 51 981    | 0,87  | 0       | -       |   |
|         | Moravská demokratická strana                                  | 22 282    | 0,37  | 0       | -       |   |
|         | Česká strana národně sociální                                 | 17 185    | 0,29  | 0       | -       |   |
|         | Občanská koalice – Politický klub                             | 14 788    | 0,25  | 0       | -       |   |
| Celkem  | Celkem                                                        | 5 969 505 | 100   | –       | 200     | – |

### Podrobné výsledky

#### Výsledky podle volebních krajů (v procentech)
|                     | ČSSD  | ODS   | KSČM  | KDU-ČSL | US    | SPR-RSČ | DŽJ  |
| ------------------- | ----- | ----- | ----- | ------- | ----- | ------- | ---- |
| Praha               | 23,44 | 42,45 | 6,99  | 6,15    | 13,38 | 2,15    | 1,79 |
| Středočeský kraj    | 32,70 | 29,94 | 11,52 | 6,50    | 7,90  | 3,89    | 3,37 |
| Jihočeský kraj      | 31,11 | 28,34 | 11,50 | 9,89    | 8,54  | 3,41    | 2,91 |
| Západočeský kraj    | 32,73 | 27,74 | 11,73 | 6,82    | 8,37  | 4,26    | 3,92 |
| Severočeský kraj    | 34,71 | 26,26 | 12,59 | 4,14    | 7,80  | 6,11    | 3,97 |
| Východočeský kraj   | 29,94 | 27,73 | 10,00 | 11,56   | 9,07  | 3,68    | 3,28 |
| Jihomoravský kraj   | 31,81 | 22,99 | 12,34 | 13,50   | 8,52  | 3,56    | 2,89 |
| Severomoravský kraj | 38,98 | 22,56 | 11,26 | 9,14    | 6,25  | 4,34    | 2,92 |

#### Rozdělení mandátů podle krajů
| Kraj                | ČSSD | ODS | KSČM | KDU-ČSL | US | celkem |
| ------------------- | ---- | --- | ---- | ------- | -- | ------ |
| Praha               | 6    | 11  | 1    | 1       | 3  | 22     |
| Středočeský kraj    | 8    | 7   | 2    | 1       | 2  | 20     |
| Jihočeský kraj      | 5    | 4   | 1    | 1       | 1  | 12     |
| Západočeský kraj    | 6    | 5   | 2    | 1       | 1  | 15     |
| Severočeský kraj    | 8    | 6   | 3    | 1       | 2  | 20     |
| Východočeský kraj   | 8    | 8   | 2    | 3       | 2  | 23     |
| Jihomoravský kraj   | 14   | 10  | 5    | 6       | 4  | 39     |
| Severomoravský kraj | 16   | 9   | 4    | 3       | 2  | 34     |
| II. skrutinium      | 3    | 3   | 4    | 3       | 2  | 15     |

#### Mapy výsledků
Mapy výsledků pěti subjektů, které se dostaly do nové sněmovny.

ČSSD
ODS
KSČM
KDU-ČSL
US

## Povolební situace
Po volbách se nejsilnější stranou stala ČSSD pod vedením MIloše Zemana se 74 mandáty. Prezident Václav Havel pověřil Miloše Zemana sestavením vlády. Ten se nejprve pokusil o vládu s KDU-ČSL a Unií svobody, která by disponovala bezpečnou většinou 113 mandátů. Avšak předseda US Jan Ruml tuto možnost okamžitě odmítl kvůli svým osobním nesympatiím k Miloši Zemanovi.
Miloš Zeman tak učinil US nabídku, že se předsedou vlády stane předseda KDU-ČSL Josef Lux a Miloš Zeman se stane předsedou sněmovny, kterým už ostatně byl. I tuto nabídku koaliční spolupráce US odmítla. Naopak možnost pravostředové koalice (s těsnou většinou 102 mandátů) zhatily vážné osobní rozpory mezi představiteli ODS a US.
Zeman se tak v této patové situaci rozhodl už s US nevyjednávat a učinil nečekaný krok- začal vyjednávání s Václavem Klausem a Občanskou demokratickou stranou. A vyjednávání byla úspěšná, vznikla menšinová vláda ČSSD v čele s Milošem Zemanem tolerovaná ODS v poměru 137/200 (Opoziční smlouva). Václav Klaus se stal předsedou PSP ČR a Unie svobody, KDU-ČSL i KSČM přešly do opozice.

## Kandidující subjekty
Do Poslanecké sněmovny kandidovaly tyto subjekty, podle abecedy:
| Název                                                         | Logo | Lídr                | Foto | Poznámka |
| ------------------------------------------------------------- | ---- | ------------------- | ---- | -------- |
| Česká strana národně sociální                                 |      | Miroslav Tampír     |      |          |
| Česká strana sociálně demokratická                            |      | Miloš Zeman         |      |          |
| Demokratická unie                                             |      | Ratibor Majzlík     |      |          |
| Důchodci za životní jistoty                                   |      | Eduard Kremlička    |      |          |
| Komunistická strana Čech a Moravy                             |      | Miroslav Grebeníček |      |          |
| Křesťanská a demokratická unie – Československá strana lidová |      | Josef Lux           |      |          |
| Moravská demokratická strana                                  |      | Ivan Dřímal         |      |          |
| Nezávislí                                                     |      | František Zwyrtek   |      |          |
| Občanská demokratická strana                                  |      | Václav Klaus        |      |          |
| Občanská koalice - Politický klub                             |      |                     |      |          |
| Sdružení pro republiku – Republikánská strana Československa  |      | Miroslav Sládek     |      |          |
| Strana zelených                                               |      | Emil Zeman          |      |          |
| Unie svobody                                                  |      | Jan Ruml            |      |          |